# Стіни Константинополя

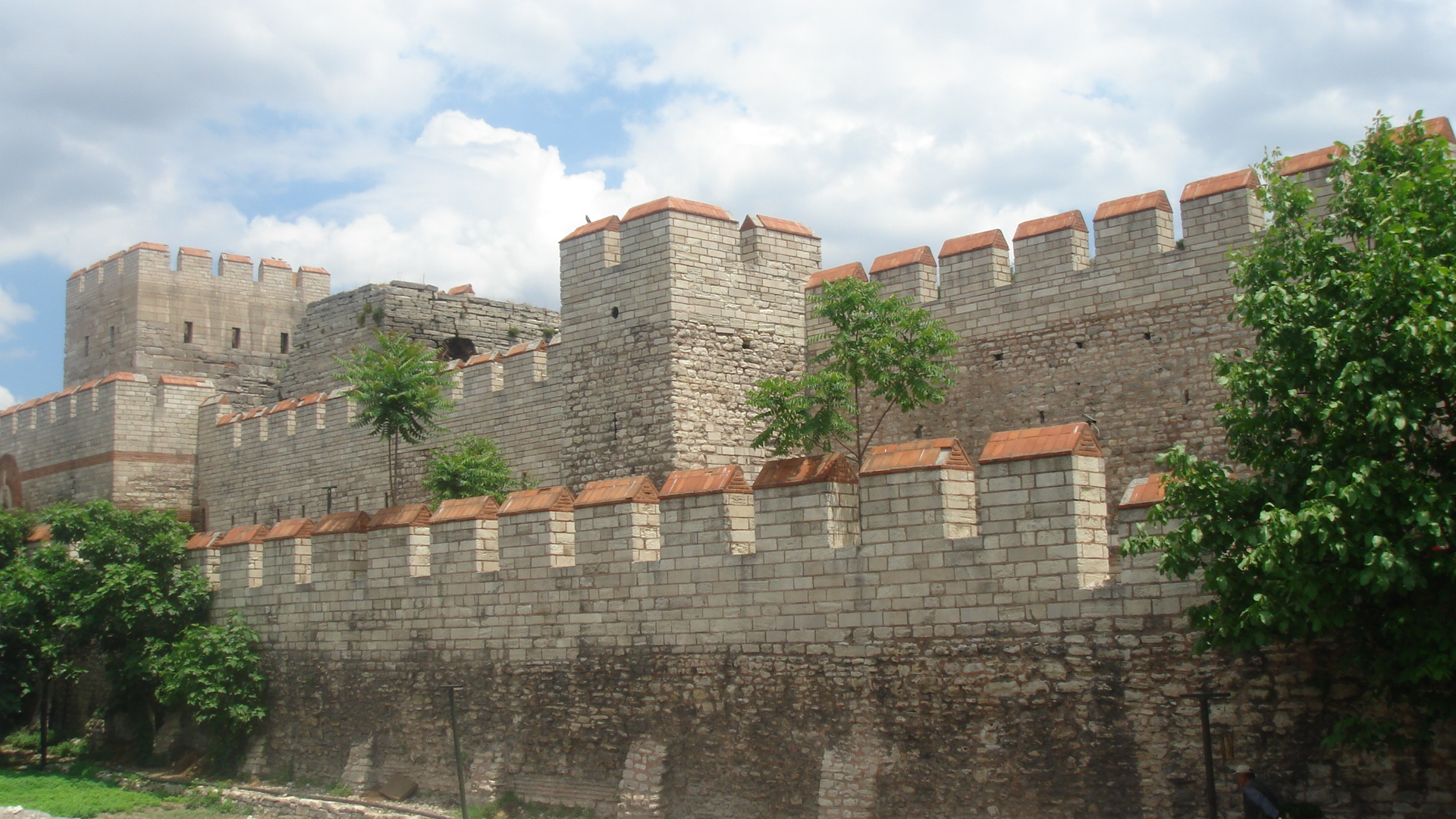
Відреставрована ділянка стін

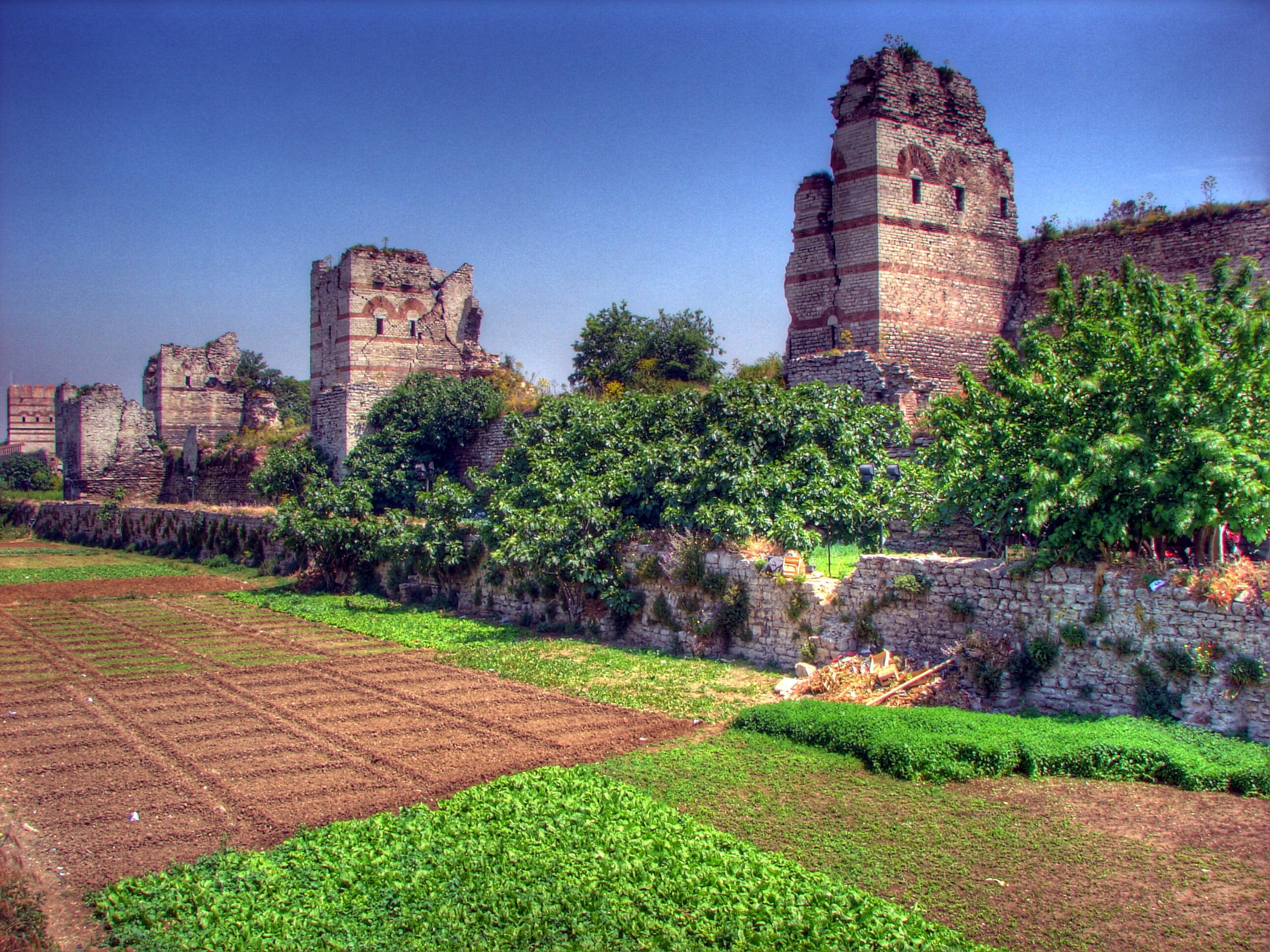
Сучасний стан

Феодосієві стіни завдовжки 5 630 метрів були споруджені для захисту Константинополя від варварів при імператорі Феодосії II, коли місто виросло за межі тих стін, які були передбачені його засновником Костянтином Великим. Будівництво тривало під керівництвом префекта Анфімія в 408-413. Ірландський історик-візантиніст Джон Баґнелл Б'юрі (англ. John Bagnell Bury) назвав Анфімія за цю працю «другим засновником Константинополя».

## Історія
Феодосієві стіни були укріплені після того, як їхня частина зруйнувалася при землетрусі в 447. Тоді ж перед стіною був виритий широкий рів. Внутрішня стіна висотою 12 метрів та шириною 5 метрів через кожні 55 метрів була укріплена шестикутною або восьмикутною вежею заввишки 20 метрів, загальна кількість яких доходила до ста. Нижній ярус веж був пристосований під склад продовольства.
Зовнішня міська стіна була менша внутрішньої і за висотою, і за шириною. Із 96 веж зовнішньої стіни десять були проїзними; з них парадними вважалися Золоті ворота — прообраз однойменної будівлі у Києві. Ці ворота складалися з трьох мармурових тріумфальних арок, споруджених ще за Феодосія I, і увінчаних крилатою алегорією Перемоги.
Найслабшим відрізком мурів були Середні стіни у річковій долині довжиною 1250 метрів. Саме цю ділянку штурмував Мехмед II під час облоги Константинополя в 1453. Значна їх частина опинилася в руїнах, але була оперативно відбудована як турецька в'язниця Єдікуле (Семивежний замок). Вона підтримувалася у надійному стані до XIX століття. Те місце, де яничари проникли у місто відзначене пам'ятним знаком.
У міру росту Стамбула Стіни Феодосія почали зносити, в основному наприкінці XIX — на початку XX століть. У 1980-х роках ЮНЕСКО виділила кошти на відтворення різноманітних відрізків стіни у початковому вигляді, проте відновлення було доволі поверховим, тому відбудовані ділянки стіни більше за інших постраждали під час нещодавніх землетрусів.

## Галерея
|                                                |                         |                                  |                                                                         |
| Простір між внутрішньою та зовнішньою стінками | Семивежний замок (1827) | Сучасна фотографія Золотих воріт | Богородиця оберігає стіни Контантинополя. Монета Михайла VIII Палеолога |